# Herminia tenuialis
Herminia tenuialis is een vlinder uit de familie van de spinneruilen (Erebidae). De wetenschappelijke naam van de soort is voor het eerst geldig gepubliceerd in 1899 door Rebel.
Deze nachtvlinder komt voor in Europa.